# Mihály Korhut
Mihály Korhut (* 10. prosince 1988, Miskolc, Maďarsko) je maďarský fotbalový obránce a reprezentant, hráč klubu Hapoel Be'er Sheva.

## Reprezentační kariéra
Mihály Korhut debutoval v A-mužstvu Maďarska 22. 5. 2014 v Debrecenu v přátelském zápase proti Dánsku (remíza 2:2).
Německý trenér maďarského národního týmu Bernd Storck jej vzal na EURO 2016 ve Francii. Maďaři se ziskem 5 bodů vyhráli základní skupinu F. V osmifinále proti Belgii se po porážce 0:4 rozloučili s turnajem. Korhut odehrál na šampionátu jediný zápas.